# 사인노얀부

외할하 부락

사인노얀부(ᠰᠠᠶᠢᠨ ᠨᠣᠶᠠᠨ ᠠᠶᠢᠮᠠᠭ, Сайн ноён аймаг)는 청나라와 중화민국 때의 몽골부락으로, 할하 중로(喀爾喀 中路)로도 부른다. 몽골 할하부를 4개로 나눈 할하 4부의 1개이며, 청나라때인 1731년 옹정제에 의해 설치되었다. 중국 한자로는 사음노안부(賽音諾顏部), 삼은노안부(三音諾顏部), 삼인노안부(賽因諾顏部), 삼맹(賽盟) 등으로 부른다. 중화민국 때에는 체체리진 맹(Цэцэрлэгийн чуулган)이고, 1923년 10월 몽골인민당 정부에 의해 체체리크 만달린성(齊齊爾里克 曼達爾省)으로 개편되었다.
사인노얀부의 추장이 청나라 황제로부터 받은 직책은 할하 사인노얀기 자삭 화석친왕(喀爾 喀賽音諾顏旗札薩克和碩親王)인데, 일명 사인 노얀 칸으로 불렸다.

## 같이 보기
- 할하부
- 세첸칸부